# Arquitectura de Cuba
La arquitectura cubana es la que en la actualidad y a lo largo de la historia se ha extendido en el territorio ocupado por la República de Cuba y  el desarrollo urbanístico de las ciudades cubanas, donde, como monumento perpetuo, se encuentra el crisol en el que se maceró la identidad nacional. Varios centros históricos coloniales cubanos son Patrimonio de la Humanidad, estos se destacan por sus valores culturales y funcionales. Las ciudades modernas en Cuba, muestran influencias de las mayores y más importantes corrientes arquitéctonicas del mundo.

## Aspectos climáticos
El clima tropical lluvioso, el  sol y calor sofocante, además de brisas variables con fuertes vientos, ha condicionado el desarrollo de la arquitectura cubana, haciéndola adaptarse al medio.

## La arquitectura y el urbanismo de los SiglosXVIyXVII
La posición geográfica de Cuba y las características de sus grandes bahías de bolsa, influyeron decisivamente en el carácter del cubano y su respuesta a la arquitectura y el urbanismo. Si por un lado esto hizo que Cuba y sus puertos, principalmente el de La Habana, se convirtieran en la llave del comercio entre la metrópolis y sus colonias, lo que por supuesto produjo el enriquecimiento de importantes segmentos de la población; por otro lado, se convirtió en un punto de mira de corsarios, piratas y filibusteros que hicieron que la ciudad se confinara a un cada vez más estrecho espacio amurallado, en el cual las viviendas y edificaciones se hacinaban pared con pared, patio con patio, dejando el lado más corto para el frente de las estrechas calles o hacia las pequeñas plazas a escala casi doméstica, en donde blancos, negros y mulatos, ricos y pobres, creyentes de diversos credos y no creyentes se mezclaban en el quehacer rutinario de la vida, creándose una dependencia sociocultural que marcó para siempre el carácter del cubano, su hospitalidad, su avidez por conocer las interioridades del vecino y su capacidad para asimilar la heterogeneidad de este ajiaco criollo que hoy son los cubanos.

### Arte mudéjar
La fusión del Románico (siglo X-XIII) con elementos de la cultura árabe o morisca es un ejemplo de transculturación que dio por resultado el Arte Mudéjar, surgido en Granada (Andalucía) y otras regiones al sur de España.
La ocupación árabe en España durante 8 siglos (711-1492) facilita la fusión del Románico más elementos góticos y renacentistas con elementos moriscos del Arte Musulmán. En 1492 España recupera a Granada, último reducto de los árabes en su territorio, al mismo tiempo que es descubierta Cuba, por lo que es este arte Mudéjar el que nos llega en el siglo XVI y evoluciona hasta el XVII junto con la historia del “nuevo mundo”. 

#### Elementos técnicos
Uso de muros de cargas reforzados con contrafuertes y pilastras, la fenestración queda resuelta a través de arcos de medio punto, ojival y de herradura o lobulado. Techos a dos aguas sostenidos por alfarjes muchas veces decorados, que apoyan sobre los muros y en este punto rematados por sardinetes. En Cuba se desarrolla más este tipo de solución de cubierta a dos aguas, pues facilita la recolección de las aguas pluviales en los aljibes interiores debido a la carencia de otras fuentes de abasto. Las técnicas constructivas se adaptan a los materiales de la región en cuestión, generalmente la piedra, el barro y la madera.

#### Elementos formales
En Cuba el Mudéjar asume fachadas más abiertas que en España, balcones volados, cuartos esquineros, grandes portones y ventanas enmarcadas por jambas que inicialmente fueron pintadas en las paredes y posteriormente diseñadas a relieve y con molduras. Se superpone al arco ojival con el de herradura y se conjugan con los de medio punto que sostienen los corredores del patio interior.
Se decoran los espacios con profusión de elementos de cerámica en paredes y pisos, las cenefas pasaron de ser pintadas a ser elaboradas con piezas de cerámica vitrificada, mientras que el patio interior se convierte en un oasis de frescura y espiritualidad conjugándose las flores y las plantas con las fuentes, el pozo con su decorado brocal y los bancos donde las señoras hacían tertulias.

#### Elementos Funcionales

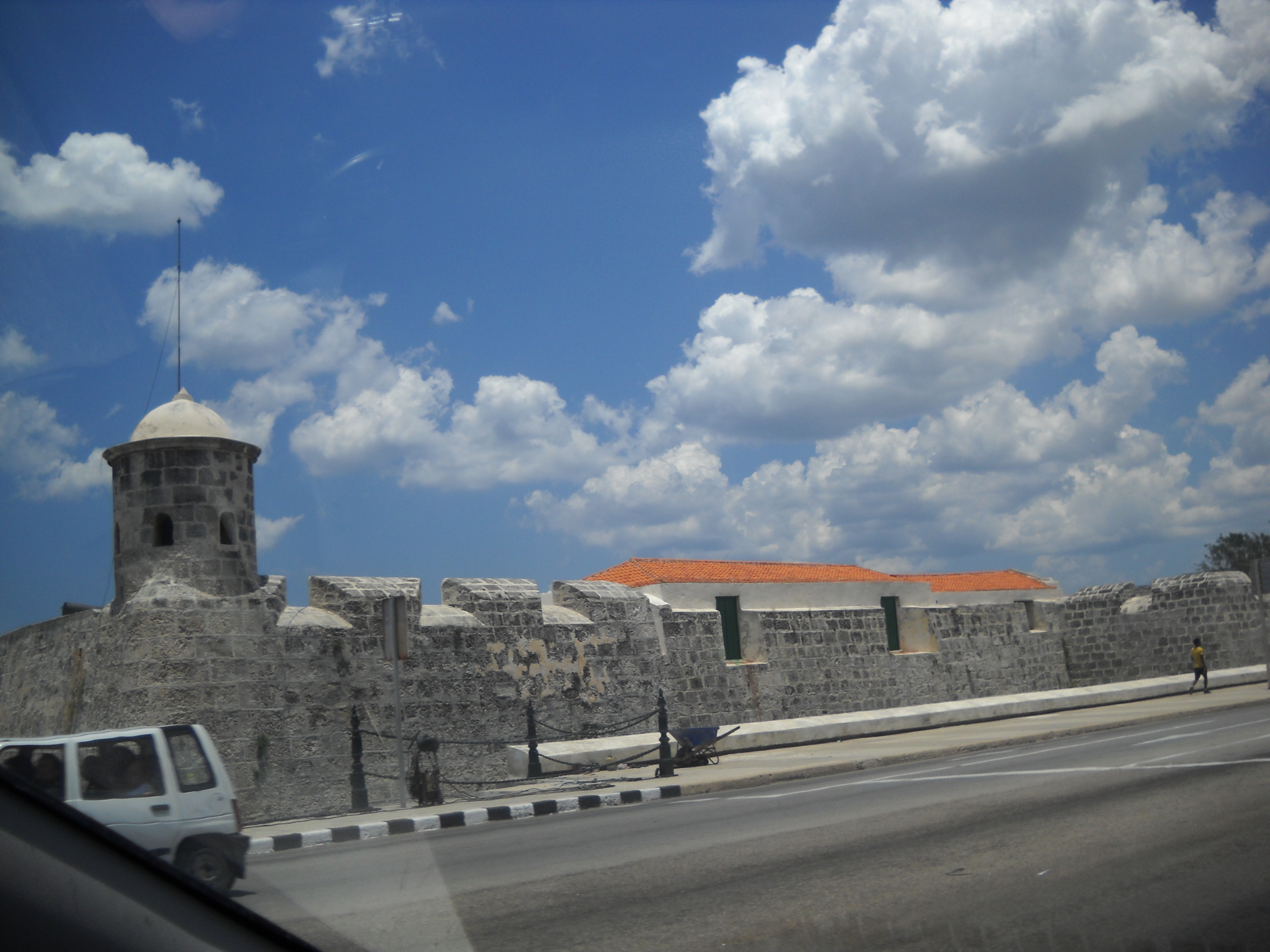
Castillo de San Salvador de la Punta.

Inicialmente se desarrolla el esquema funcional de vivienda de una sola planta con patio interior el que funge como pulmón de la edificación, permitiendo aliviar el rigor del clima. Posteriormente surge el entresuelo y la segunda planta, se mantiene el patio interior pero ahora rodeado de galerías en diferentes niveles.
Estos rasgos más la presencia de ingenieros militares y maestros de obra en las construcciones en general, conforman la arquitectura colonial cubana que evoluciona hasta el siglo XIX, asimilando los estilos barroco y neoclásico y aún más, penetra los cimientos del eclecticismo y los estilos modernos del siglo XX.
Entre las construcciones de este período citaremos algunos ejemplos de arquitectura militar, doméstica, religiosa y civil.
- 1558 comienza la construcción del Castillo de la Real Fuerza y termina en 1577
- 1589-1630 Castillo de Los Tres Reyes del Morro
- 1590-1609 Castillo de San Salvador de la Punta
- 1674 comienza la construcción de la muralla de la ciudad y se termina en 1797

A partir de 1646 se construyen los torreones de Cojímar, La Chorrera y el de San Lázaro
El sistema defensivo se completaría en el siglo XVIII con la construcción de la fortaleza de San Carlos de la Cabaña (1774) y los castillos de Ataré y el Príncipe, así como otras obras de menor envergadura. Del siglo XVIII son también las iglesias del Espíritu Santo y el Cristo del Buen Viaje más una parte del patrimonio doméstico y civil que aún se conserva.

## Barroco
En 1730 se construye el Convento de san Francisco de Asís que tiene como peculiaridad que a pesar de que fue construido por maestros de obra, la torre campanario descansa sobre la fachada principal lo que para estos tiempos era un desafío a las técnicas constructivas.
En 1748 comienza la construcción de la iglesia de los jesuitas, construcción que quedará interrumpida por la retirada de esta orden de Cuba, posteriormente es terminada en 1776 y a partir de 1777 se le otorga el rango de Catedral de La Habana. En el mismo año 1776 comienza la construcción del Palacio de los Capitanes Generales y entre 1772 y 1791 se edifica el del Segundo Cabo.
Este es el período más prolífero en construcciones domésticas y civiles. Las casas cubanas siempre fueron de mayor tamaño que las de sus semejantes en Cartagena de India y Santo Domingo pero ahora, a las de las familias más pudientes se le adicionan una segunda planta. Los códigos barrocos se conjugan con los del mudéjar y surge lo que se ha dado en llamar el barroco cubano.
Los elementos compositivos que caracterizan este período son: la línea curva como elemento básico de diseño que serpentea en las terminaciones, el juego con la luz en las fachadas para buscar el efecto de los claro-oscuro, las columnas y pilastras se adosan a los muros como elementos decorativos perdiendo su función estructural para escoltar nichos en ocasiones vacíos. Se busca la perspectiva y predomina el balance simétrico en la composición.

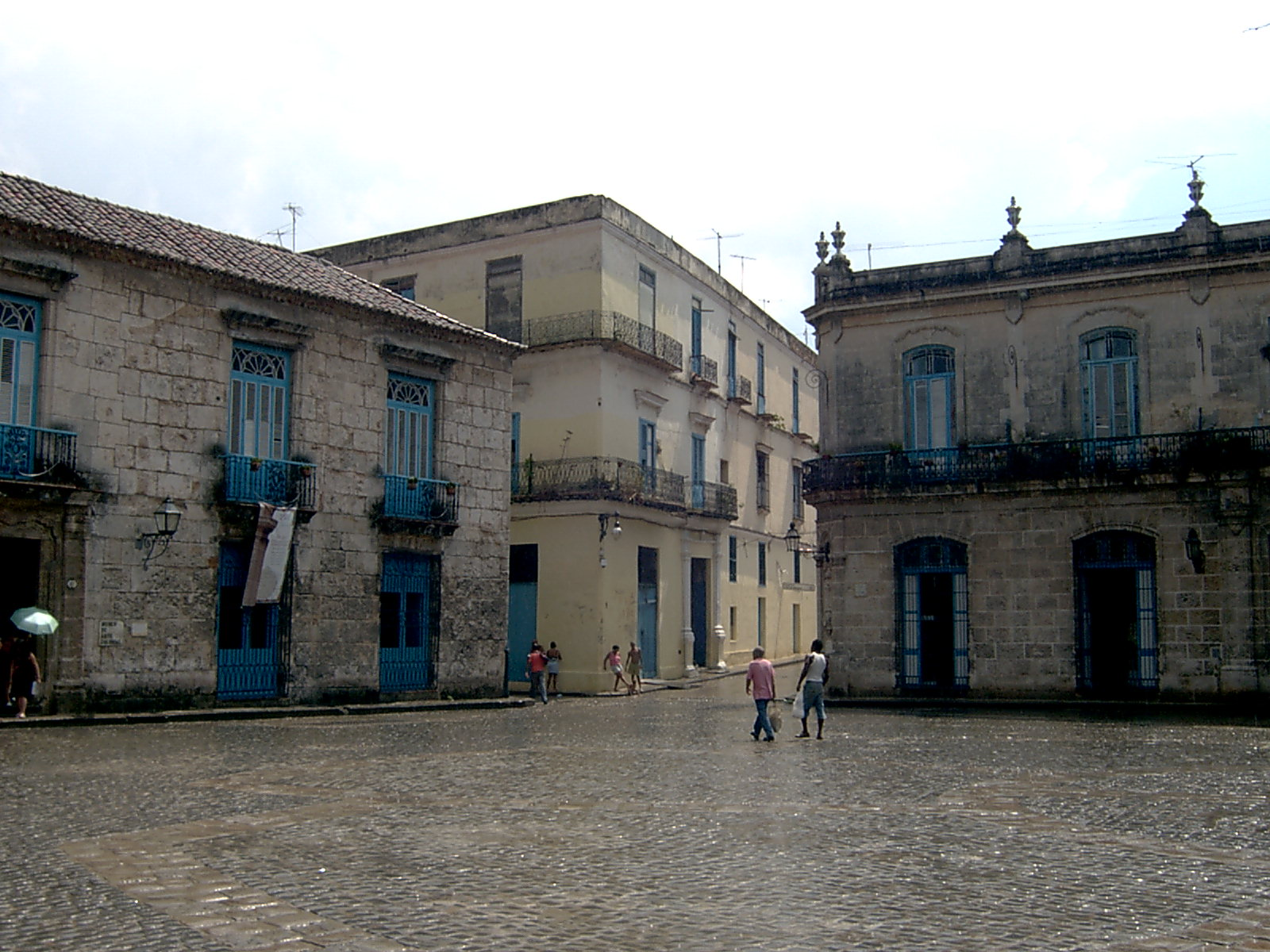
Plaza de la Catedral.

En el aspecto urbanístico se define el sentido polifuncional de la ciudad con varios centros que se trasladan en el tiempo, se engalanan las plazas como la de Armas de carácter militar, San Francisco de Asís para la clase más alta, Plaza de la Catedral y Plaza Vieja de carácter doméstico y social en donde sus vecinos organizaban fiestas como la del 25 de diciembre y la de la filarmónica.
Se define el soportal que sirve de transición entre el espacio interior y el exterior, a la vez que protege al transeúnte del sol y el calor del trópico, evoluciona al portal neoclásico para posteriormente, en el período ecléctico, fundirse en una tipología urbanística que inspiró a Alejo Carpentier para escribir su obra “La Ciudad de las Columnas”.

## Neoclásico
Las calles se mejoran empedrándolas con chinas pelona o adoquinándolas con adoquines de madera dura, se trazan alamedas y otros perfiles urbanos que aspiran a organizar una ciudad amurallada que amenaza con estallar. Se fomenta el alumbrado público, el sistema de abasto de agua y el drenaje de la ciudad.
La Habana en el siglo XIX es testigo de un notable crecimiento y transformación; se produce una alta concentración de edificaciones en la zona de intramuros y en extramuros también se intensifica el proceso de nuevas construcciones. El Capitán General de la Isla de Cuba en ese entonces, Miguel Tacón, mandó a construir un paseo con su nombre (hoy avenida Carlos III), una cárcel, un mercado, una pescadería y un teatro, al que se suman otros como y el Payret. En 1841 por el aumento de la población se divide la zona extramuros en seis barrios, en tanto el desarrollo de los poblados del Cerro, Jesús del Monte, Arroyo Apolo, Regla y Casablanca indican la nueva dimensión de la ciudad, debido al impulso económico y a las acciones que promovieron algunos gobernadores. En 1863 comienza la demolición de las murallas, lo que posibilita la continuidad entre la ciudad nueva y la vieja, se consolidan los barrios de extramuros situados al noroeste de la ciudad vieja (gran parte del actual municipio de Centro Habana), y la urbanización del reparto de las murallas, en torno al Paseo del Prado. (antiguo paseo de extramuros o de Isabel Segunda) y su continuación en el Campo de Marte. Por esa misma época se aprueba la urbanización de El Vedado (1859 y 1860), lo cual abre el franco desarrollo de la urbe hacia el oeste. 
Las casas palaciegas alcanzan una mayor ostentación, con el refinamiento adquirido por algunas familias criollas, y se establece un marcado contraste entre estas y las de menores recursos; se subdividen y alquilan las mansiones abandonadas por la aristocracia y aparecen las ciudadelas. En La Habana se agudizan las diferencias sociales en la ciudad con el movimiento hacia el Cerro, y después al Vedado, de la aristocracia e incipiente burguesía criolla, mientras los sectores de escasas posibilidades se sitúan en la ciudad vieja y entre los viales que salen de ella hacia la zona sur. 
Siguiendo una práctica anterior, se produce la modernización de viviendas erigidas en períodos precedentes, y se modifica su imagen a partir de reconstrucciones de fachadas y otros ámbitos de las casas. Las influencias neoclásicas aparecen con el inicio de siglo; son sustituidos los tejados inclinados y armaduras por techos planos, cubiertos en su interior por cielos rasos, decorados frecuentemente con pinturas en los inmuebles de mayor jerarquía. Componentes que aparecen a fines del siglo XVIII, se extienden en esta etapa y alcanzan un máximo esplendor, como las lucetas de medio punto, rectangulares o de otras formas con cristales de colores traslúcidos combinadas con la persianería francesa. Aunque la madera sigue presente en las persianas de ventanas y en las puertas, el hierro la sustituye en las rejas y barandas de ventanas, escaleras y balcones; también se emplea profusamente en portafaroles, guardavecinos y guardacantones.

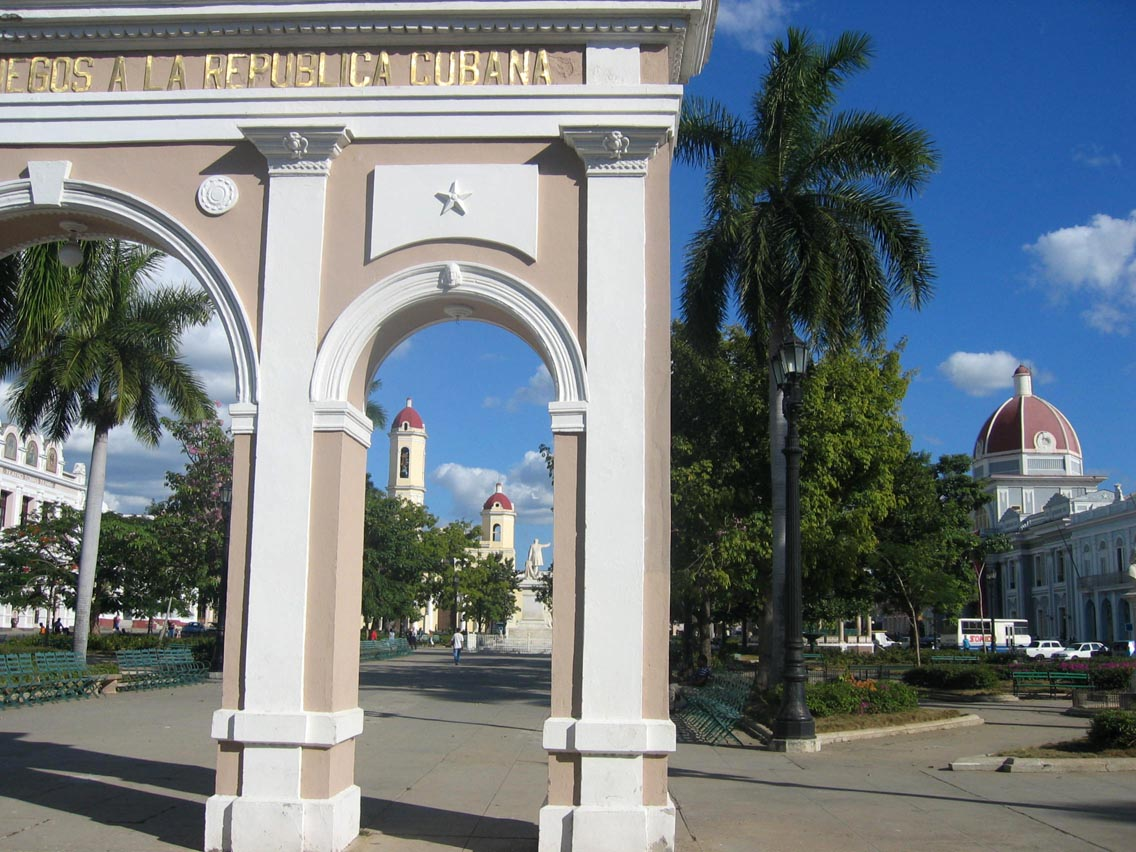
Cienfuegos.

Sin dudas, el siglo XIX constituyó un período de florecimiento para muchas ciudades cubanas, aunque también algunas decayeron, como es el caso de Trinidad que se estanca hacia mediados de esa centuria por la primacía que alcanza Cienfuegos, dadas las características de su bahía; o el acelerado desarrollo de Manzanillo en comparación con Bayamo, o de Guantánamo en relación con Baracoa. La crisis económica posterior a los años 60 y después las guerras de independencia limitan sin dudas el desenvolvimiento de las ciudades y su arquitectura, pero los avances y sucesos de los cuales estas fueron testigos, prepararán el terreno para las transformaciones más intensas que se producirán en el siglo XX.
El descubrimiento de la ciudad romana de Pompeya trae a la actualidad el resplandor de la cultura grecorromana. Se retoman los códigos clásicos que expresan la solidez y fuerza de una cultura desaparecida pero que renace con el mismo ímpetu de las nuevas clases ricas que abrazan al neoclasicismo como expresión estética de sus valores éticos.
En las fachadas aparecen frontones, bajorrelieves y los cinco órdenes clásicos: jónico, dórico, corintio, toscano y compuesto irrumpen en el repertorio arquitectónico de nuestras ciudades. El hierro borra muchos elementos del barroco que estaban hechos en madera como son las balaustradas de los balcones volados, aparecen las rejas y las mamparas, las ventanas enrejadas bajan el nivel de piso, es la fiesta del arte herreriano. Los techos se hacen planos y se cuida su decoración tanto o más que la de las paredes, aparecen las azoteas y los portales. 
En el espacio urbano las fuentes decoran las plazas y los paseos como son la de Los Leones (1836) en la Plaza de San Francisco y la de La India (1837) en el Paseo del Prado. Surge el concepto de calzadas y en sentido general se comparan los motivos de inspiración nacional con los emblemas y motivos europeos.
Entre los mejores exponentes de este estilo en Cuba encontramos el Palacio de Aldama construido a un costo de un millón de pesos, El Templete (1827-1828) que constituye la primera obra neoclásica del país, y todo un conjunto de construcciones que darán paso al barrio del Cerro. Después del reinado de la línea curva en el barroco, la línea recta se alza como el joven rey que llena de esperanza el provenir.

## Eclecticismo
Con el cambio político y social que trajo el surgimiento de la República (1902), el período de las “vacas gordas” y sobre la base estética que fomentó el sentir neoclásico, penetra el estilo Ecléctico (suma de estilos), que duró aproximadamente 30 años aunque conceptualmente llegó para quedarse y hurgando en el pasado, traer hasta nuestros días lo mejor del patrimonio arquitectónico de la humanidad, reinterpretado bajo nuevos códigos pero latente como la historia misma.

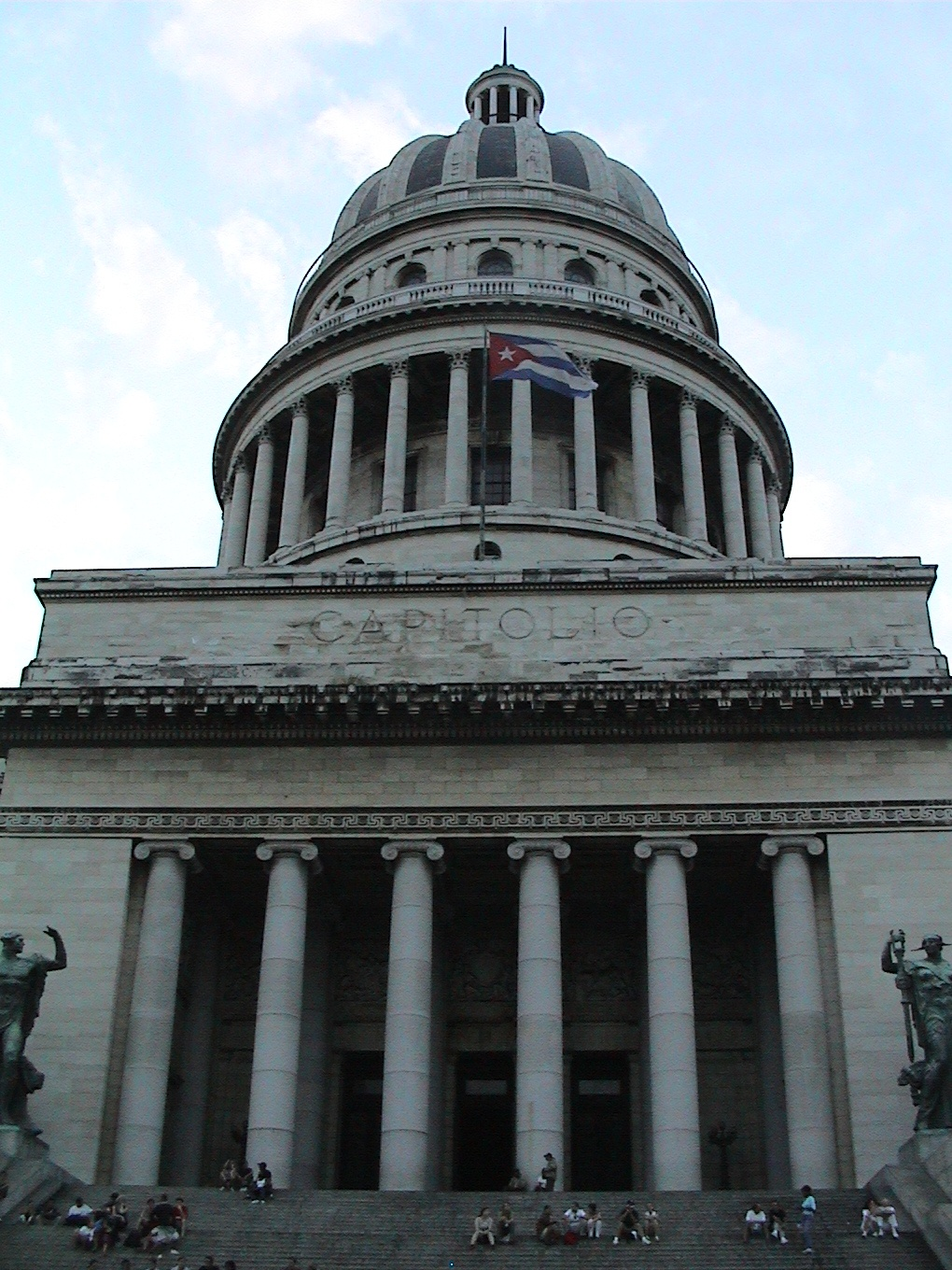
Capitolio de La Habana.

Aparece el Vedado y en 1906 nace la escuela de arquitectura cubana. El barrio La Muralla con Monserrate y el Parque Central da la dimensión de lo clásico pero con el aroma del eclecticismo, plasmado en edificios como la Manzana de Gómez, el Centro Gallego o Gran Teatro de La Habana, el Capitolio Nacional (1926-1929) y un conjunto de edificios como el Palacio Presidencial (1920), el Centro Asturiano (1928) y el Centro Catalán. Interiormente se decora con diferentes estilos en este sentido el Museo de Artes Decorativas es la joya del eclecticismo en Cuba.
El sistema religioso se traslada de La Habana Vieja hacia el Vedado, se construye el sistema bancario y la Lonja del Comercio sin respetar las reglamentaciones que establecían la altura máxima de 3 plantas.
En lo urbanístico las casas se reparan de las calles por medio de rejas y muros perimetrales que encerraban el jardín y a la casa; la escalera en ocasiones separa aún más la casa de la acera dándole alturas y en otros son las rampas y las entradas de los autos las que cumplen esta función. Aparecen las avenidas, el parterre, los palacetes y el chalet.

### Art-nouveau
Surgido en Bélgica y Francia, en 1895 se internacionaliza para desaparecer en 1914 con la Primera Guerra Mundial. En Cuba llega tardíamente compitiendo con el eclecticismo. 
Contribuye 
Formalmente se basa en el trabajo de la línea curva que serpentea imitando el tallo de la vid, los motivos decorativos siempre se relacionan a la flora y la vegetación, interiormente se trabaja el hierro con una belleza superior a la del neoclásico, las cenefas y rodapiés son de azulejos decorados con los motivos de la floresta. El trabajo con el vidrio también alcanza gran maestría en lámparas, mamparas, vitrales, etc. Predomina el sentido femenino de la languidez y la superficialidad.
Entre los ejemplos más representativos tenemos a la casa de la loma del mazo en la Víbora, en su interior vemos la presencia del trabajo en hierro con una belleza exquisita, las cenefas y rodapiés de azulejos más la utilización de puertas con mamparas art-nouveau. El edificio Blanco en las calles Reina y Lealtad, en la Plaza Vieja el Palacio Cueto y en las calles Belascoaín y Clavel la casa rosada, que se lleva una manzana completa constituye algunos ejemplos de dicho arte en Cuba.

### Art-decó
Surgido después de la Primera Guerra Mundial entra a Cuba en 1923 y se desarrolla hasta los años 40, confundiéndose en su etapa final con elementos modernos que algunos autores llaman tendencia monumental moderna y en la cual incluyen al hospital Maternidad Obrera, al edificio de San Lázaro y Soledad, la Gran Logia de Cuba de A.L. y A.M. en Carlos III y Belascoaín, etc pero que no es más que el Art-decó influido por la arquitectura fascista y el Brutalismo, esta última, tendencia arquitectónica que se desarrolló en los Estados Unidos en la década del 40 al 50 y que se caracterizaba por la pesadez monumental de la construcción, la incorporación de esculturas a las edificaciones y el uso del hormigón a relieve como terminación. En la vivienda individual esta tendencia le llaman protorracionalismo.
No olvidemos que el Art-decó llega a Cuba proveniente precisamente de los Estados Unidos con la variante funcional del rascacielos y la influencia del racionalismo alemán representado en la figura de Mies van der Rohe y la Escuela de Chicago. Es por eso que se plantea que el Art-decó preparó el camino para la entrada del ideal moderno en Cuba y con él, aquellos estilos que llámense como lo quieran llamar, lo cierto es que responden a los valores éticos, estéticos y funcionales del racionalismo y la modernidad.
La solución formal está encaminada a geometrizarlo todo creando figuras que toman como base el triángulo isósceles, el predominio de la línea recta y el sentido vertical de la composición. Estos principios abarcan todos los planos y elementos de la construcción: pisos, techos, puertas, ventanas, lámparas, muebles y por supuesto las fachadas y la apariencia volumétrica, así como el resto de los elementos decorativos que se inspiran en lo africano y lo azteca o precolombino. Recordemos que es también este período el de la vanguardia cubana con Nicolás Guillén y las joyas de la plástica vanguardista.
Entra en el diseño de la vivienda dando comodidad y funcionalidad, se considera el antecedente del condominio, su máxima expresión en Cuba es el edificio López Serrano en la calle 11 entre L y M en el Vedado, este edificio ya incorpora bodegas, tiendas, carnicería, peluquería, barbería, en fin un conjunto de servicios que preludian lo que serán los grandes edificios del Vedado moderno como el Focsa, Radio Centro y los llamados Retiros. Otra joya del Art-decó, esta vez dentro del repertorio administrativo, es el edificio Bacardí, detrás del Hotel Plaza en la Habana Vieja. El Art-decó fue eclipsándose paulatinamente y en la década del 50 se llega a la plena expresión del ideal moderno.

Se quería hacer un triángulo turístico conformado por Miami, Las Vegas y La Habana. Es la explosión de la alta tecnología en las construcciones que permite conjugar las líneas horizontales y verticales en un juego de formas geométricas que muchas veces parecen sostenerse en el aire, o simplemente apoyadas sobre un relieve natural, inalterable por la ligereza expresiva de la construcción. Aparece el penthouse, la propiedad horizontal, los apartamentos duplex, hoteles, casinos, etc. Todo teniendo como principio supremo la funcionalidad del espacio y la racionalidad constructiva.

## Revolución (1959 –sigloXXI)
La transformación radical de la sociedad cubana al cambiar de un sistema económico capitalista a uno socialista se expresa de inmediato en el ámbito territorial al transformarse las relaciones sociales, productivas y de propiedad sobre el terreno urbano y rural. De esta manera, la arquitectura cubana entra en una época oscura, pues se interrumpe el desarrollo urbanístico de La Habana y surgen rápidamente nuevos asentamientos campesinos alrededor de los poblados y ciudades que promueven una urbanización de bajo costo. 

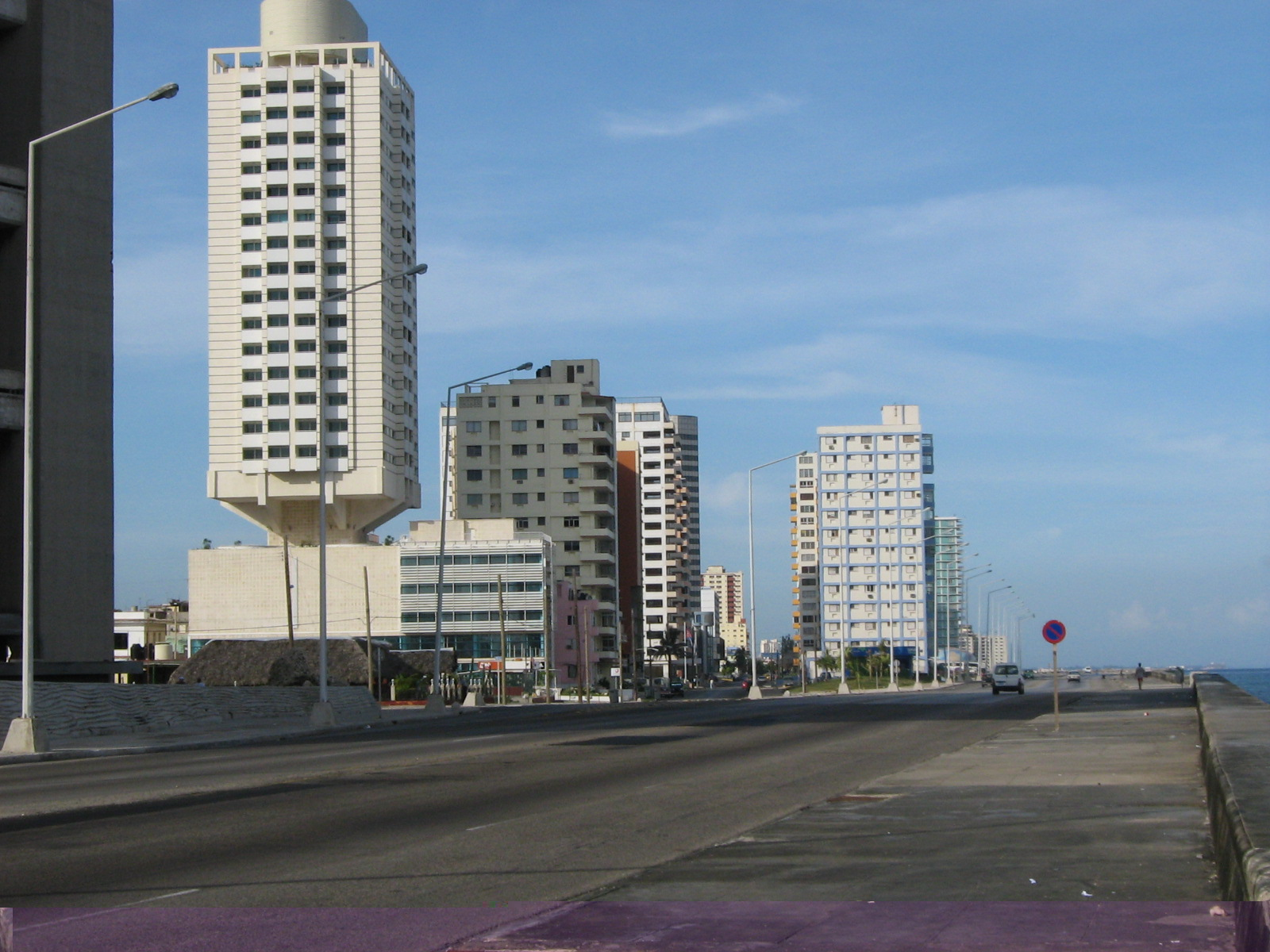
Edificio Atlantic y otros en El Vedado.

En sentido general, las construcciones de este primer periodo (1959-1969) están caracterizadas por la simplicidad formal y constructiva, la búsqueda de soluciones técnicas de fácil ejecución y la ligereza o escaso peso. La fuerte influencia soviética trae su obsesión por la simetría y el ahorro del espacio. Se difunden las cáscaras, las placas de cubierta aligerada, los paraboloides hiperbólicos y, con la prefabricación, las losas folded-plates para cubrir grandes espacios sociales. El sistema constructivo Sandino se comienza a usar, sobre todo en viviendas rurales.
En el segundo periodo (1969-1979), la técnica de prefabricación se generaliza y los temas arquitectónicos se centran en el constructivismo soviético. La carencia de detalles artísticos y decorativos se refleja en hoteles, escuelas, hospitales y viviendas. Una mejora económica propicia el surgimiento de nuevos barrios y el crecimiento de los ya existentes, pero al igual que en el primer periodo, predomina la urbanización de bajo costo.
En el tercer periodo (1979-presente) se empieza a ver una preocupación por el aspecto formal y el rescate de los valores identitarios de la cultura cubana. Se empieza a cuidar la inserción armoniosa en el entorno y el respeto al patrimonio arquitectónico y urbanístico. Los códigos del modernismo funcional y el postmodernismo resurgen en Cuba, aunque de manera incipiente.
Después de la disolución de la  Unión Soviética y con el boom turístico de la década de 1990, la construcción de hoteles modernos aumenta significativamente. Los nuevos hoteles reflejan una fuerte influencia de la arquitectura occidental internacional, con imponentes edificios de acero y vidrio, imitando las fachadas típicas de los rascacielos. Ejemplos notorios de este periodo son el Meliá Cohiba y el Hotel Oasis Panorama.

#### Arquitectura de la Educación (1898-2000)
“El pueblo tiene derecho a la cultura. Y en un edificio económico como en uno caro, no hay excusa para no hacer ¡Alta cultura!”, expreso Ricardo Porro en una entrevista de 1993.En la Conferencia el Sentido de la Tradición.
La Arquitectura de la educación en Cuba, tiene como antecedentes la Independencia Española,  en el siglo XX, luego de una dependencia de Estados Unidos  y la falta de apoyo del Estado por parte de la Educación, lleva a un analfabetismo en el campo y la ciudad. 
El modernismo llega a Cuba, en 1945 después de la Segunda Guerra Mundial, y un florecimiento económico debido a las exportaciones del tabaco y el azucarero, la educación seguía igual, la distribución de los porcentajes de analfabetismo influían factores sociales, económicos, geográficos, de comunicación, etc. En 1952 luego de tomar el poder mediante un golpe de Estado por Fulgencio Batista, se hacen reformas educacionales.
En los años 60 a partir del triunfo de la Revolución, Fidel Castro toma el poder y se hacen reformas educacionales, como convertir cuarteles a escuelas, residencias que se adaptaron a temas educacionales la escuela primaria rural de planta hexagonal, entre otras reformas por la Arquitecta Josefina Robellón. Los aspectos constructivos, como el sistema Sandino, así como la  estructura prefabricada fueron el boom en los años 1960 y el sistema Girón en los años 1970 y 1980.
Las obras Arquitectónicas de Ricardo Porro y la Escuela de Artes Plástica y Danza Moderna. La Escuela de Música  y Ballet de Victorio Garatti, y La Escuela de Artes Dramáticas de  Roberto Gotardi, donde debido a su forma orgánica, espacialidad y acústica, se oponían al estilo moderno Europeo funcional y cuadriculado.
En este escenario se desarrolla la Arquitectura de la educación en Cuba, bajo sistemas de reformas por el Estado relacionadas con la Educación  que promovió a su vez la construcción de colegios, universidades y el uso de nuevos materiales. Así como la Igualdad de Raza , Género y Social, ya que hasta esos días la Mujer era discriminada y no tomaba parte de las profesión en la Educación , A partir del triunfo de la Revolución se crearon Escuelas Infantiles, que dieron trabajo a muchas Profesoras que sirvió de ejemplo hasta nuestros días, como en el Deporte y la Medicina Cubana.

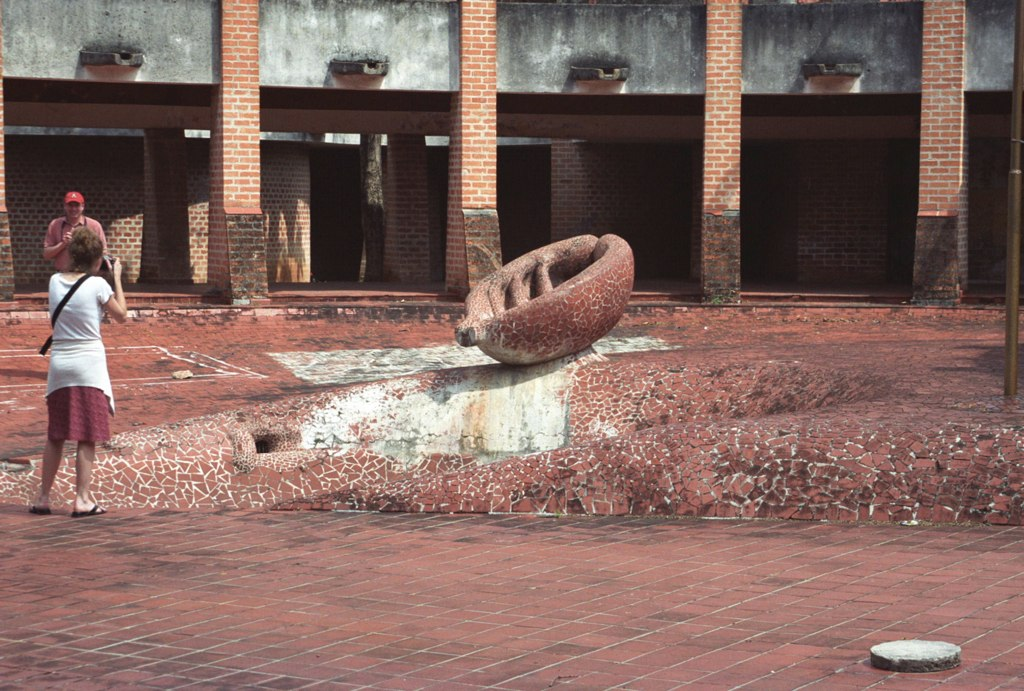
Escuela de Artes y de Danza de Ricardo Porro

ANTECEDENTES INICIO Y DESARROLLO DESDE 1960 HASTA EL 2000
Como ya lo hemos mencionado en el año 1960 a partir del triunfo de la Revolución, se lleva a cabo reformas educacionales que luego en 1961 se da la mayor acción educativa masiva de América Latina, conocida como “la campaña de Alfabetización”, que significaba una gran proeza de maestros y estudiantes, que permitió alfabetizar adultos, cuarteles convertidos en escuelas, Residencias se adaptaron a temas educacionales, escuelas primarias rurales en planta hexagonal, proyectos como la planta H (núcleo central de dos pisos). El sistema Girón que viene después como sistema prefabricado pesado
En el  año de 1961 el Ministerio de Obras públicas, luego llamado Ministerio de la Construcción, se hizo cargo de las construcciones de educación, bajo la dirección de la Arquitecta Josefina Rebellon ayudado por varios Institutos y Ministerios, hacer diferentes tipos de colegios adecuados a la construcción y se implanta la Ley de la Nacionalización General de Enseñanza (se aplica la enseñanza gratuita a colegios especialmente en el campo).
En esta etapa se caracterizó por la combinación de hormigón armado y el ladrillo, que permitió lograr agradables efectos plásticos y el énfasis de elementos estructurales, como vigas y voladizos. Debido a la escasez del acero se utilizó  la madera y el uso de piezas cerámicas en bóvedas, celosía y tejas así como el empleo de elementos prefabricados sencillos de columnas vigas y losas con paredes de ladrillos, como techos prefabricados y  lozas vaciadas a insitu fue la más difundida en las escuelas, Como la escuela militar camilo cien fuegos, la escuela de medicina y la creación de la CUJAE inaugurada  en 1964 fue dedicada para estudio de Arquitectura e Ingeniería.
En los años 70s se  construyeron sistemas prefabricados pesados como el sistema Girón que se  construyen edificios de 4 hasta  5 pisos y se extiende sobre el territorio urbano y rural, dedicadas a la educación inicial, secundaria y preuniversitaria también para la formación de maestros y ciudades universitarias. Se crearon también centros Politécnicos con el objetivo de formar técnicos  para las actividades de producción y servicios en el área rural y urbana
En los años 80s se estuvo creación edificaciones escolares con el sistema Girón también en 1985 se crea la Escuela Vocacional de Arte José María Heredia, donde utilizan este sistema en la ampliación de la residencia estudiantil. También destacando también la escuela Camilo Cien Fuegos por su concepción Urbanística y la riqueza volumétrica y espacial lograda.
En 1990 Con la crisis que afecto Cuba a partir de lo que se conoce con el Periodo Especial, se modificaron los planes relacionados con la construcción. El sector destinado al turismo asumió la máxima importancia, como alternativa al restablecimiento económico.se crean escuelas de Medicina y la Escuela Internacional de Educación Física y Deportes
Resumen sacado de: Cuadra, M. (2017) .La arquitectura de la Revolución Cubana 1959-2018.España: Kassel .
Soto M., Zardoya M., Morcate F. La educación en Cuba. (pp:145-174)

## Lecturas relacionadas
- Fernández, José María (1998). Conozca Cuba. La Habana colonial, ciudad fortificada de América. José Martí.
- Venegas, Carlos; Capablanca, E (1988). La Habana Vieja. Patrimonio de la humanidad. La Habana: Letras cubanas.
- Pérez, Valentín (1997). Conozca Cuba. Monumentos y lugares célebres. José Martí.
- Bueno, Salvador (1960). Historia de la Cultura Cubana. Letras Cubanas.